# Minekaze
Il Minekaze (沢風? lett. "Vento della vetta") è stato un cacciatorpediniere della Marina imperiale giapponese, seconda ed eponima unità della stessa classe. Fu varato nel febbraio 1919 dal cantiere navale di Maizuru.
Servì in prima linea nel corso degli anni venti e dei primi anni trenta, quindi alla fine del 1941 fu assegnato al Distretto di guardia della Corea. Trascorse la guerra in decine di missioni di pattugliamento o di scorta nelle acque metropolitane del Giappone, operando prevalentemente da Sasebo. Il 10 febbraio 1944, mentre scortava un convoglio, fu silurato da un sommergibile statunitense e affondò con perdite piuttosto pesanti al largo di Formosa.

## Servizio operativo

### Costruzione
Il cacciatorpediniere Minekaze fu ordinato nell'anno fiscale edito dal governo nipponico nel 1917. La sua chiglia fu impostata nel cantiere navale di Maizuru il 20 aprile 1918 e il varo avvenne l'8 febbraio 1919; fu completato il 29 maggio 1920 (per un'altra fonte il 29 marzo 1920).

### La seconda guerra mondiale e l'affondamento
Il Minekaze, come tutti gli altri esemplari appartenenti alla classe omonima, lasciò il servizio in prima linea durante gli anni trenta e fu assegnato a incarichi secondari. Nel 1938 fu radiato, ma due anni più tardi tornò nei ranghi della marina; verso la fine del 1941 era stato destinato al Distretto di Guardia di Chinkai, responsabile del controllo delle acque della colonia di Corea e degli stretti tra questa e il Giappone; attese a tale incarico sotto gli ordini del capitano di corvetta Jiichi Wakasugi, cominciando dal 5 ottobre. Dal 10 aprile 1942 fu trasferito alle dipendenze del 3º Distretto navale, con quartier generale a Sasebo, e da questa base condusse periodiche missioni di pattugliamento e scorta; in questo periodo ebbe un nuovo comandante nella persona del capitano di corvetta Morio Gogo (25 luglio). Il 25 settembre salpò per partecipare a una serie di missioni in difesa di convogli diretti alla base aeronavale di Truk, a Rabaul e a Saipan. Rientrò il 12 novembre a Sasebo e sino al 27 rimase ormeggiato per rifornirsi e lasciar riposare l'equipaggio; quindi dal 27 novembre iniziò a condurre ricognizioni e protezione del traffico nel Mar Cinese Orientale. Tuttavia già il 1º dicembre tornava all'arsenale per riparazioni urgenti, che lo tennero fermo per alcuni mesi. Nel corso del raddobbo fu riequipaggiato in accordo al suo ruolo di cacciatorpediniere di scorta: furono rimossi i cannoni numero 2 e 3, i tubi lanciasiluri a mezzanave, le mitragliatrici da 7,7 mm, l'apparato sminatore e aggiunti cinque impianti binati di cannoni contraerei Type 96 da 25 mm L/60; a poppa furono sistemati quattro lanciatori di bombe di profondità con complessivi trentasei ordigni. Il dislocamento aumentò un poco e la velocità massima calò a 35 nodi.
Così modificato il Minekaze riprese i suoi compiti nel Mar Cinese Orientale dall'11 aprile 1943 e, il 18 maggio, cambiò di nuovo comandante, passando agli ordini del capitano di corvetta Masajirō Imaizumi. Il 1º febbraio 1944 il Minekaze fu riassegnato alla 1ª Divisione di scorta, dipendente dal Comando generale omonimo che aveva la sua sede a Moji: spostatosi in questo porto, ne partì il 5 per proteggere un convoglio. Cinque giorni più tardi il gruppo fu attaccato dal sommergibile USS Pogy quando si trovava a nord-nord-est di Formosa; un siluro colpì il Minekaze, che colò a picco 85 miglia al largo dell'isola con 99 membri dell'equipaggio, incluso il comandante Imaizumi (23°12′N 121°30′E).
Il Minekaze fu rimosso dalla lista del naviglio in servizio il 31 marzo 1944.